# Natividade (Tocantins)
Natividade é um município brasileiro do estado do Tocantins. 

## Geografia
Localiza-se a uma latitude 11º42'35" sul e a uma longitude 47º43'24" oeste, estando a uma altitude de 323 metros. Sua população estimada em 2019 foi de 9.244 habitantes. Possui uma área de 3.240,715 km².

## História

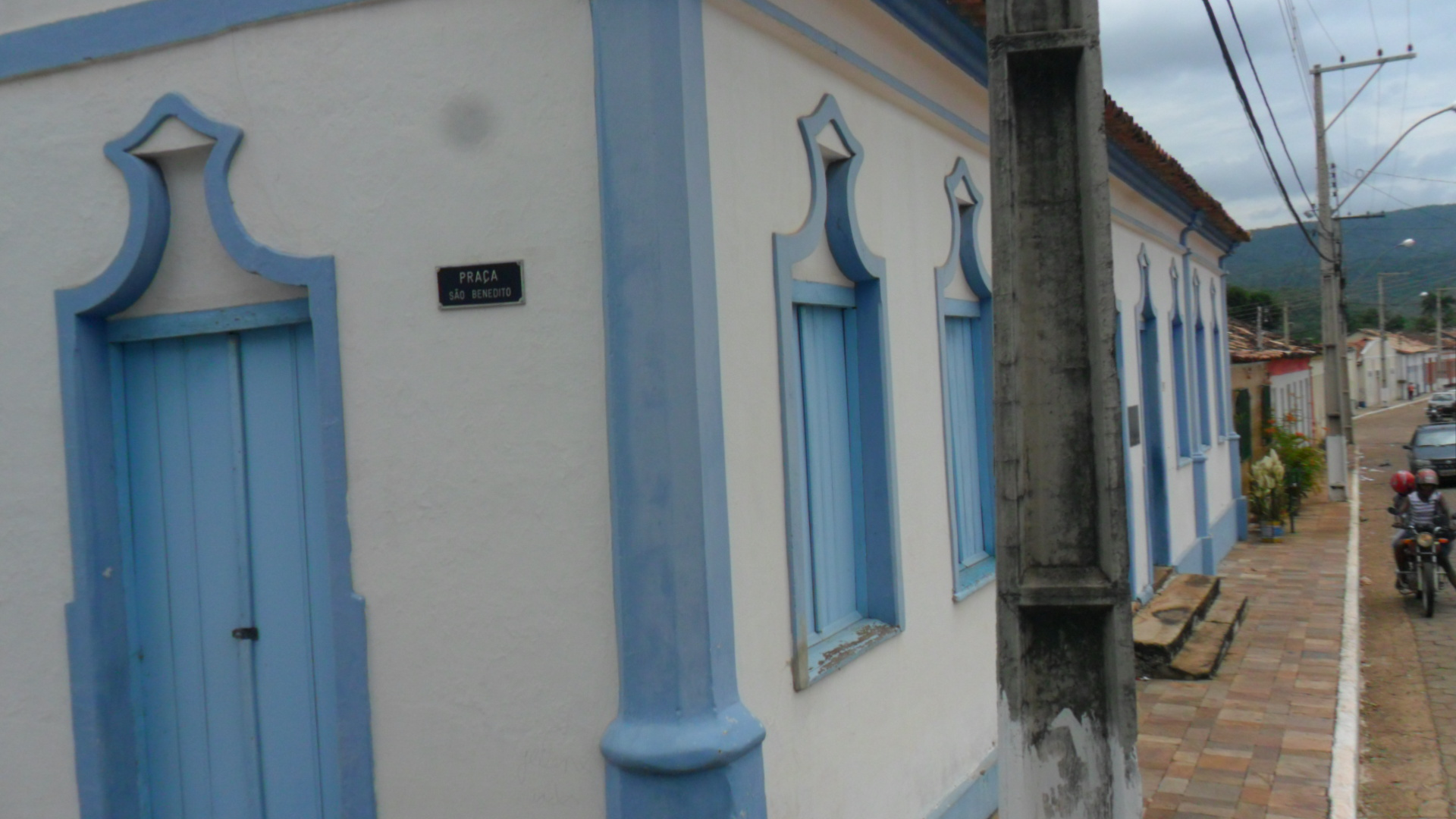
Foto da cidade

O antigo Arraial de São Luiz  (localizado no topo da serra que fica logo ao lado da cidade), foi criado em 1734 e é o mais antigo núcleo urbano já fundado no estado do Tocantins.

## Transporte
As rodovias que dão acesso à cidade são a BR-010/TO-050 e a TO-280.

## Festa
A Festa do Senhor Bom Jesus do Bonfim é a mais tradicional do estado do Tocantins.